# Меростомові
Меросто́мові (лат. Merostomata Dana 1852 ) — клас водяних хеліцерових, які дихають зябрами. До них відносять Мечохвостів (Xiphosura) та вимерлих палеозойських Евриптерид (Eurypterida).

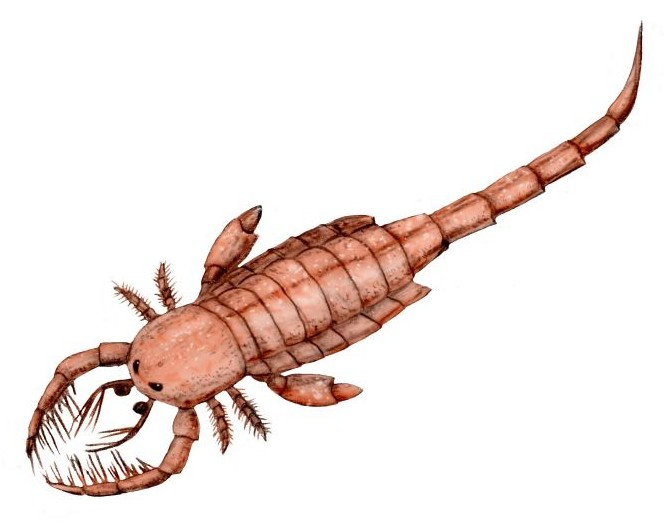
Евриптериди † — Міксоптерус Кієра (Mixopterus kiaeri (Heintz, 1974) †

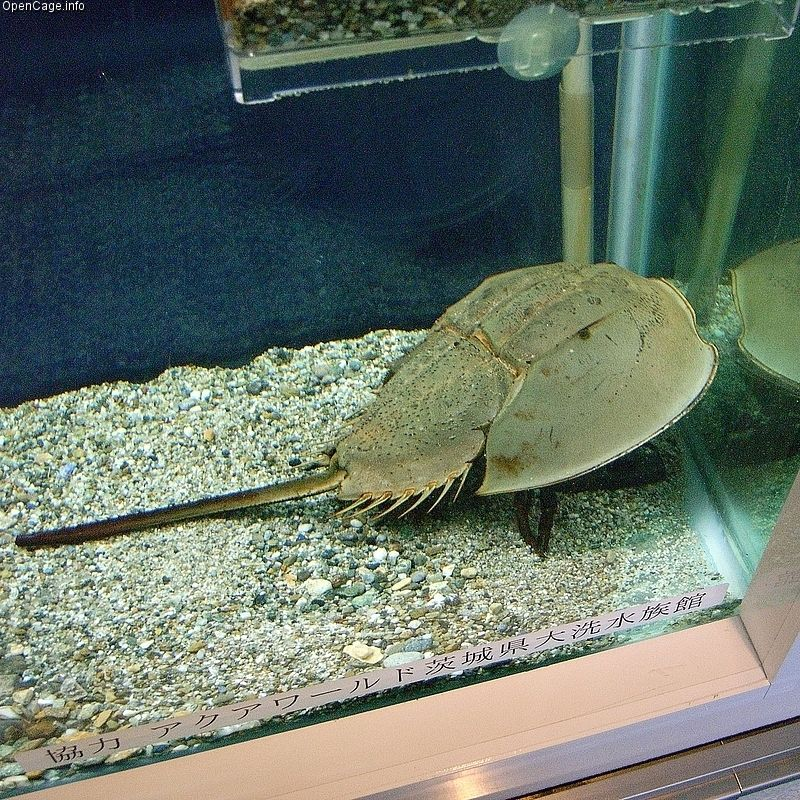
Мечохвости — Тахіплеус тризубий (Tachypleus tridentatus (Leach, 1819)